# گروخوو (استان ووتسکی)
گروخوو (به لهستانی:  Grochów) یک روستا در لهستان است که در گمینا نووه اوسترووه واقع شده‌است.